# Historischer Verein für Oberpfalz und Regensburg
Der Historische Verein für Oberpfalz und Regensburg (früher auch Historischer Verein von Oberpfalz und Regensburg) befasst sich mit der Erforschung der Geschichte der Oberpfalz und der Stadt Regensburg sowie mit der Verbreitung historischen Wissens über diese Region. Er wurde am 20. November 1830 in Regensburg gegründet und gibt seit 1831 eine wissenschaftliche Zeitschrift heraus (bis 1838 Verhandlungen des Historischen Vereins für den Regenkreis, seitdem Verhandlungen des Historischen Vereins für Oberpfalz und Regensburg (kurz: VHVO), 150 erschienene Bände bis 2010).

## Gründung
Seit Anfang des 19. Jahrhunderts entwickelte sich mit der Romantik ein stärker werdendes Interesse an der eigenen Vergangenheit und Heimat.
Auch König Ludwig I. von Bayern erkannte den Wert der Geschichte für die Bildung der Bevölkerung und forderte 1827 den Erhalt der geschichtlichen Denkmäler Bayerns und eine stärkere Hinwendung zur eigenen Geschichte. 

In Regensburg wurde dieser Anregung entsprechend am 20. November 1830 der Historische Verein des Regenkreises mit anfangs 171 Mitgliedern gegründet. Erster Vorsitzender wurde der Regensburger Diplomat und Geschichtsschreiber Christian Gottlieb Gumpelzhaimer (1766–1841), der bis zu seinem Tod 1841 den Verein in der wichtigen Anfangszeit prägte.  Erster Sekretär wurde 1847 der Lokalhistoriker Joseph Rudolph Schuegraf. Die Zahl der Mitglieder stieg im Laufe des Folgejahres auf 209.
Mit der Neugliederung Bayerns 1838 wurde der Regenkreis in Oberpfalz und Regensburg umbenannt. Auch der Verein änderte daraufhin seinen Namen in Historischer Verein für Oberpfalz und Regensburg. Der Titel der Zeitschrift wurde ebenfalls angeglichen. Neben der Publikation von Forschungsergebnissen der Vereinsmitglieder, machte es sich der Verein auch zur Aufgabe, von Vereinsmitgliedern gespendeten Antiquitäten und Bücher zu sammeln. Aus den Mitgliedsbeiträgen wurden auch Archivalien aufgekauft, die sonst den Papiermühlen übergeben worden wären. Große Schwierigkeiten für den Verein entstanden, als es üblich wurde, alle z. B. bei Baumaßnahmen entdeckten Fundstücke dem Historischen Verein zur Aufbewahrung zu übergeben. Als Aufbewahrungsort für römische Exponate und für die Steinbildwerke des Mittelalters stand zunächst die 1824 profanierte Kirche  St. Ulrich am Domplatz zur Verfügung, die aber schon bald so angefüllt war, dass die Exponate Besuchern nicht mehr präsentiert werden konnten. Die Situation blieb weiterhin bis 1930 angespannt, als der Bau des Stadtmuseums begann.
Am 15. November 1933 wurde der Verein im Sinne des NS-Regimes gleichgeschaltet und Walter Boll zu seinem „Führer“ gewählt. In einer außerordentlichen Mitgliederversammlung wurden der sogenannte Arierparagraph und das Führerprinzip eingeführt und die entsprechenden Paragraphen in der Vereinssatzung angepasst.

Nach Ende des Kriegs 1945 löste die Amerikanische Militärregierung den Verein  auf. Erst am 16. Februar 1949 wurde der Verein neu gegründet und die alten Statuten wieder in Kraft gesetzt.

## Ziel und Tätigkeiten des Vereins

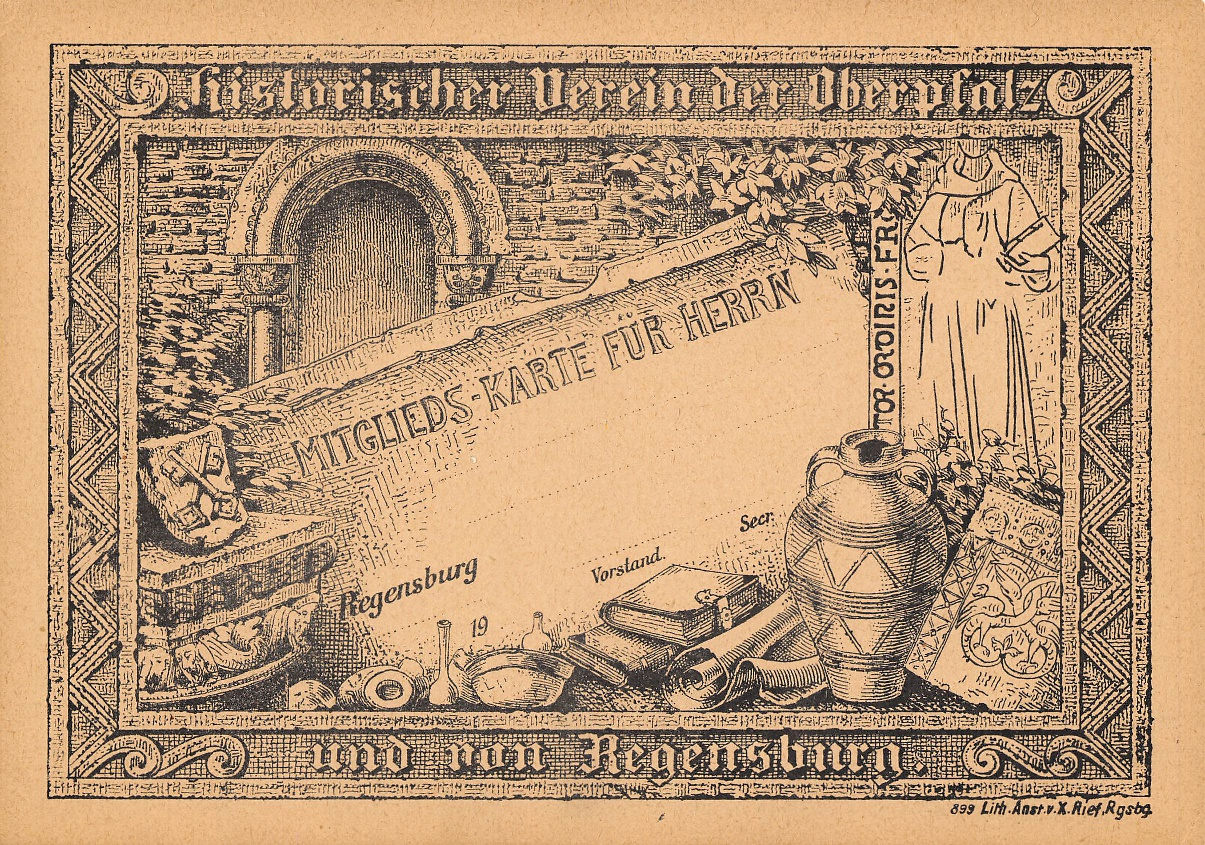
Historische Mitgliedskarte des Vereins

Ziel des Vereins ist die Förderung der wissenschaftlichen Erforschung der Oberpfalz und Regensburgs. Historisches Wissen soll verbreitet und das Geschichtsbewusstsein der Bevölkerung gestärkt werden. Dies schließt neben historischen auch denkmalpflegerische Aspekte mit ein.

Diesem Ziel dienen die zahlreichen Betätigungsfelder des Vereins:
- Herausgabe der Verhandlungen des Historischen Vereins für Oberpfalz und Regensburg.
- Veranstaltung von jährlich zwei Vortragsreihen.
- Organisation mehrerer Exkursionen pro Jahr.
- Abfassung von denkmalpflegerischen Gutachten (vor allem im 19. Jahrhundert).
- Mitwirkung bei zahlreichen bedeutenden Denkmalschutzprojekten (vor allem im 19. Jahrhundert).
- Aufbau von Vereinsarchiv und -bibliothek mit wertvollen Manuskripten, Akten-, Rechnungs- und Urkundenbeständen.
- Aufbau einer Sammlung archäologischer Funde. Diese Bestände bildeten 1938 den Grundstock des Historischen Museums der Stadt Regensburg.
- Erstellung und Veröffentlichung der Oberpfalz-Bibliographie in Zusammenarbeit mit der Bibliothek der Universität Regensburg.

Durch den nicht-amtlichen, privaten Charakter konnte der Verein bis heute seine Unabhängigkeit gegenüber offiziellen Stellen bewahren.

## Heutige Situation des Vereins
Der Vorstand setzt sich aus folgenden Personen zusammen (Vorstandsmitglieder ab 2018):
- 1. Vorsitzender: Thomas Feuerer, Landratsamt Regensburg, Kulturreferat
- 2. Vorsitzender: Tobias Appl, Bezirksheimatpfleger der Oberpfalz
- 1. Schatzmeister: Manuela Daschner, Landratsamt Regensburg, Kulturreferat
- 2. Schatzmeister: Lorenz Baibl, Stadtarchivar Regensburg, Amt für Archiv und Denkmalpflege
- 1. Schriftführer: Johannes Laschinger, Stadtarchivar, Stadtarchiv Amberg
- 2. Schriftführer: Bernhard Lübbers, Staatliche Bibliothek Regensburg

Es existieren Regionalgruppen in Amberg und Schwandorf sowie die Regionalgruppe Oberpfälzer Jura für Parsberg und den westlichen Teil des Landkreises Regensburg.
Im Jahr 2013 entstand aus der „Otnant-Gesellschaft für Geschichte und Kultur der Euregio Egrensis“ die Regionalgruppe Otnant für die nördliche Oberpfalz. Die Otnant-Gesellschaft wurde 1987 als regionalgeschichtliches und heimatkundliches Netzwerk für den Bereich Nordostbayerns im Grenzgebiet zwischen Oberpfalz, Böhmen, Thüringen und Sachsen gegründet. Der Name geht auf den Ministerialen Otnant zurück, diesem "hochgeschätzten Diener des Reiches" wurde 1061 auf Bitten der Kaiser-Mutter Agnes das Fichtelgebirge Land an der Naab südlich von Ochsenkopf und Kösseine geschenkt wurde; in dieser Urkunde wird Eger erstmals erwähnt. Somit steht der Name Otnant für den Beginn der dritten Siedlungswelle des Mittelalters, die den Waldgebirgen ihr Gepräge gegeben hat. Heute versteht sich die Otnant-Gesellschaft als historischer Verein der Euregio Egrensis.

## Ehrenmitglieder des Vereins
- Martin Angerer (* 1952), Museumsdirektor a. D.
- Werner Chrobak (* 1948), Bibliotheksoberrat i. R. langjähriger Vorsitzender und Historiker
- Simon Federhofer (1920–2002), Studienrat und Historiker[7]
- Josef Klose, langjähriger Vorsitzender
- Paul Mai (1935–2022), Archiv- und Bibliotheksdirektor
- Erwin Probst, Archivamtsrat a. D.
- Otto Schmidt, Rektor a. D.
- Georg Völkl (1907–1988), Lehrer, Heimatforscher und Historiker
- Wilhelm Volkert (1928–2020), langjähriger Vorsitzender und Historiker

## Auszeichnungen
- Kulturförderpreis der Stadt Regensburg des Jahres 1965